# Теребень (Лопатинский сельсовет)
Теребень (бел. Це́рабень) — деревня в Пинском районе Брестской области Белоруссии. Входит в состав Лопатинского сельсовета.

## География
Ближайшие населённые пункты Кривичи, Лемешевичи и др.

### Гидрография
Рядом река Припять.

## История
В 1909 году в Пинском уезде Лемешевичской волости Минской губернии.
До 17 сентября 2013 года деревня входила в состав Лемешевичского сельсовета.

## Население

### Численность
- 2009 год — 19 жителей

### Динамика
- 1909 год — 134 жителей, 20 дворов (деревня); 21 житель, 1 двор (имение)[2]
- 1999 год — 26 жителей (перепись населения)
- 2009 год — 19 жителей (перепись населения)[2]

## Достопримечательность

### Памятник, скульптура
- Памятник на берегу реки Припять, восточнее деревни Теребень. На месте памятника 11 июля 1944 года бронекатера Днепровской военной флотилии приняли на борт десант 415-й стрелковой дивизии для участия его в освобождении г. Пинска от немецко-фашистских захватчиков.